# Плави воз (филм)
Плави воз је српски драмски филм из 2010. године за који је написао сценарио и режирао га Јанко Баљак. Филм је премијерно приказан 19. маја 2010. године на филмском маркету у Кану, специјалну пројекцију имао је 25. маја 2010. године, на некадашњи Дан младости у Музеју "25. мај“, а своју биоскопску премијеру имао је на Филмском фестивалу „Cinema city“ у Новом Саду 6. јуна 2010. године.

## Радња
Ово је нетипичан тинејџерски филм са специфичном политичком позадином, где се радња дешава у оних седам дана у време жалости због Титове смрти, када је у Београду и другим градовима некадашње Југославије било непристојно бити срећан, када нису радили ни биоскопи, ни позоришта, када су новине излазиле са црним оквирима, и када је нарочито увредљиво било бити заљубљен на начин како су заљубљени главни јунаци овога филма.
Ипак, из те парадоксалне ситуације, када се славље и избор за „Мис пролећа“ у једном разреду матураната прекида вешћу о смрти „највећег сина свих наших народа и народности“ креирана је драмска радња са низом ироничних, комичних, али и трагикомичних заплета, студија нарави једног колектива који под налетом историјских околности почиње да приказује једно другачије, или право лице.
Војислав је заљубљен у Аницу, другарицу из разреда. Док, његов најбољи друг, убеђује га да је организација тог избора најбољи начин да смува Аницу. У Војислава је заљубљена Милена, која са својим другарицама жели да поквари овај план. После смрти професорке марксизма, у школу долази нови, веома млад и амбициозни професор, Божичковић, бивши ђак школе. Својим шармом и неформалним облачењем успева да задобије симпатије ученика, посебно ученица. Професору Божичковићу се свиђа Аница, и то отворено показује на часовима. То се не свиђа ни Аници ни Војиславу.

## Улоге
| Глумац                | Улога                         |
| --------------------- | ----------------------------- |
| Љубомир Булајић       | Војислав                      |
| Сања Поповић          | Аница                         |
| Александар Радојичић  | Док                           |
| Сузана Лукић          | Милена                        |
| Александра Томић      | Јасна                         |
| Владан Милић          | Звонко                        |
| Небојша Миловановић   | професор марксизма Божичковић |
| Лена Богдановић       | директорка школе              |
| Горан Султановић      | пуковник Крсмановић           |
| Александар Ђурица     | инспектор                     |
| Александар Богдановић | професор физичког             |